# Nationaal park Nairobi
Het Nairobi National Park is een nationaal park in Kenia, dat in 1946 werd opgericht, ongeveer 7 km ten zuiden van Nairobi. Het park is aan drie kanten omheind, terwijl de grens aan de zuidkant open is, om de migrerende dieren in staat te stellen om tussen het park en de aangrenzende Kitengela-vlakten te bewegen.Herbivoren verzamelen zich in het park tijdens het droge seizoen. Nairobi National Park wordt negatief beïnvloed door de groeiende bevolking, de toename van de veestapel, veranderingen in landgebruik en stroperij van wilde dieren. Ondanks de nabijheid van de stad en de relatief kleine omvang, heeft het park een grote en gevarieerde wilde dierenpopulatie, en het is een van Kenia's meest succesvolle neushoornreservaten.

## Geschiedenis

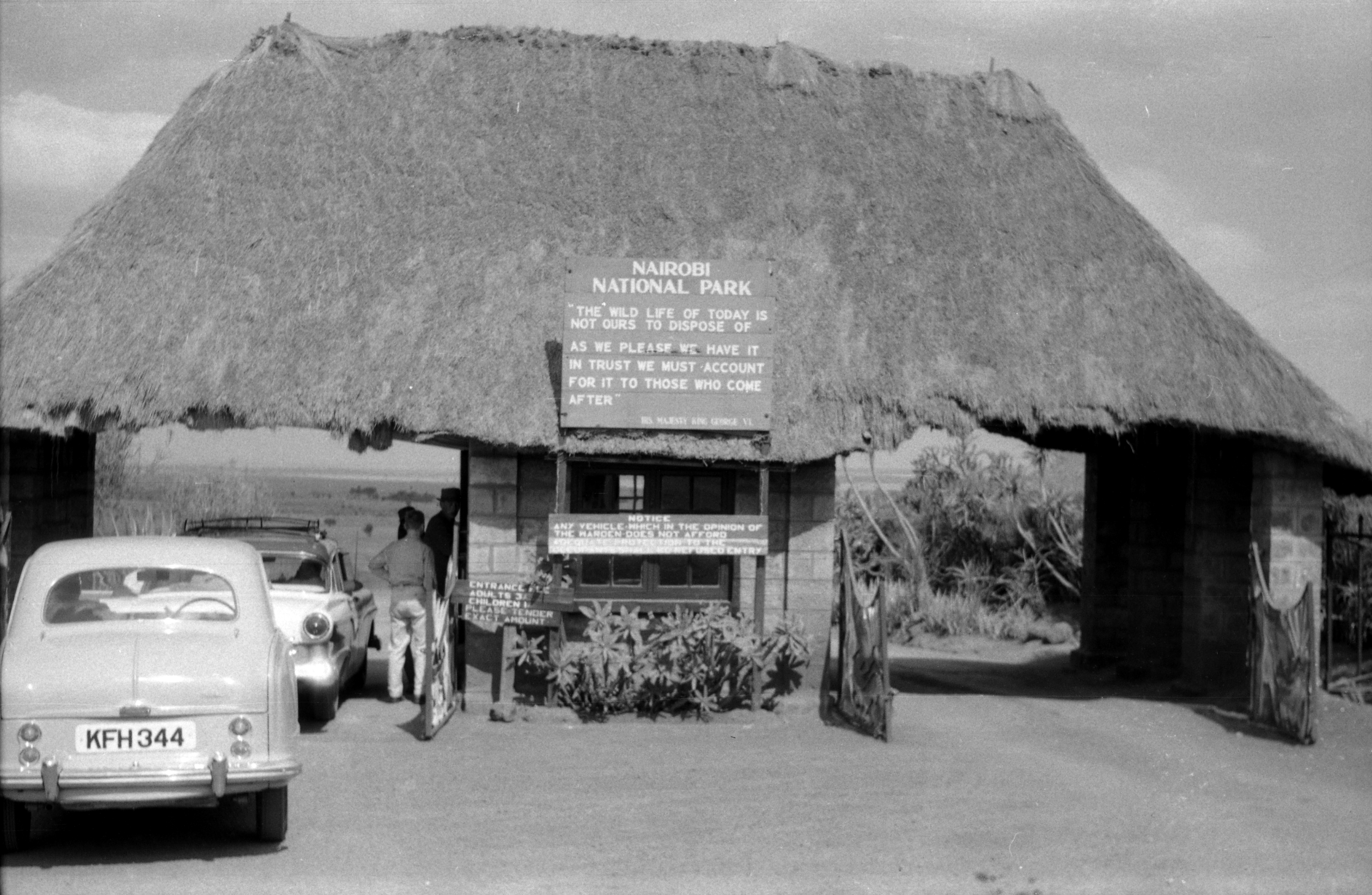
De ingang van het park in 1960

Britse kolonisten arriveerden in het gebied waar het park ligt in de late 19e eeuw. In die tijd waren er nog vele wild dieren op de Athi-vlakten ten oosten en zuiden van wat nu Nairobi is. Nomaden van het Masai-volk woonden en hielden hun vee tussen het wild. Kikuyu bewerkten de beboste hooglanden boven Nairobi. Naarmate Nairobi groeide (het had 14.000 inwoners in 1910) namen de conflicten tussen mensen en dieren toe. Inwoners van de stad droegen 's nachts wapens om zich te beschermen tegen leeuwen. Dieren werden geleidelijk beperkt tot de uitgestrekte vlaktes ten westen en zuiden van Nairobi, en de koloniale regering stelde dit gebied in als een wildreservaat. Kolonisten uit Nairobi, waaronder Isak Dinesen, auteur van Out of Africa, reden op paarden tussen de gazellen, impala's en zebra's in dit reservaat.
De natuurbeschermingsbeweging werd geleid door Mervyn Cowie, geboren in Nairobi. Toen hij na een afwezigheid van negen jaar in 1932 terugkeerde naar Kenia, was hij verontrust over de afname van wilde dieren op de Athi-vlakten. Uitbreidende boerderijen en veestapel hadden het wild verdrongen. Hij herinnerde zich dit gebied als een paradijs, dat snel aan het verdwijnen was. In die tijd maakte het gebied dat later Nairobi National Park zou worden deel uit van het Southern Game Reserve. Jagen was niet toegestaan in het reservaat, maar vrijwel alle andere activiteiten, waaronder veeteelt, afvaldumping en zelfs bombarderen door de Royal Air Force, waren wel toegestaan. Cowie begon te lobbyen voor de oprichting van een nationaal parksysteem in Kenia. De overheid stelde een commissie in om de kwestie te onderzoeken.
Nairobi National Park werd officieel geopend in 1946, en was daarmee het eerste nationale park dat in Kenia werd opgericht. Masai-pastoralisten werden van hun land verwijderd toen het park werd gecreëerd. Cowie werd benoemd tot directeur van Nairobi National Park en bekleedde deze functie tot 1966. In 1989 verbrandde de Keniaanse president Daniel arap Moi twaalf ton ivoor op een locatie in het park. Dit evenement verbeterde het imago van Kenia op het gebied van natuurbescherming en dierenbescherming.
Op 5 maart 2024 stortte een Cessna 172, eigendom van een vliegschool, neer in het park na een botsing in de lucht met een Dash 8-passagiersvliegtuig van Safarilink Aviation, waarbij beide inzittenden van de Cessna omkwamen.

## Geografie
Het park beslaat een oppervlakte van 117,21 km2 en is klein in vergelijking met de meeste nationale parken in Afrika. De hoogte van het park varieert tussen 1.533 and 1.760 meter. Het heeft een droog klimaat. Het park is het enige beschermde deel van het Athi-Kapiti-ecosysteem en beslaat minder dan 10% van dit ecosysteem. Het park heeft een grote diversiteit aan habitats en soorten.
Het park ligt ongeveer op zeven kilometer van het centrum van Nairobi. Er is een elektrische omheining rond de noordelijke, oostelijke en westelijke grenzen van het park. De zuidelijke grens wordt gevormd door de Mbagathi-rivier. Deze grens is niet omheind en staat in verbinding met het Kitengela Conservation Area (direct ten zuiden van het park) en de Athi-Kapiti-vlaktes. Er is veel beweging van grote hoefdieren over deze grens.

## Flora

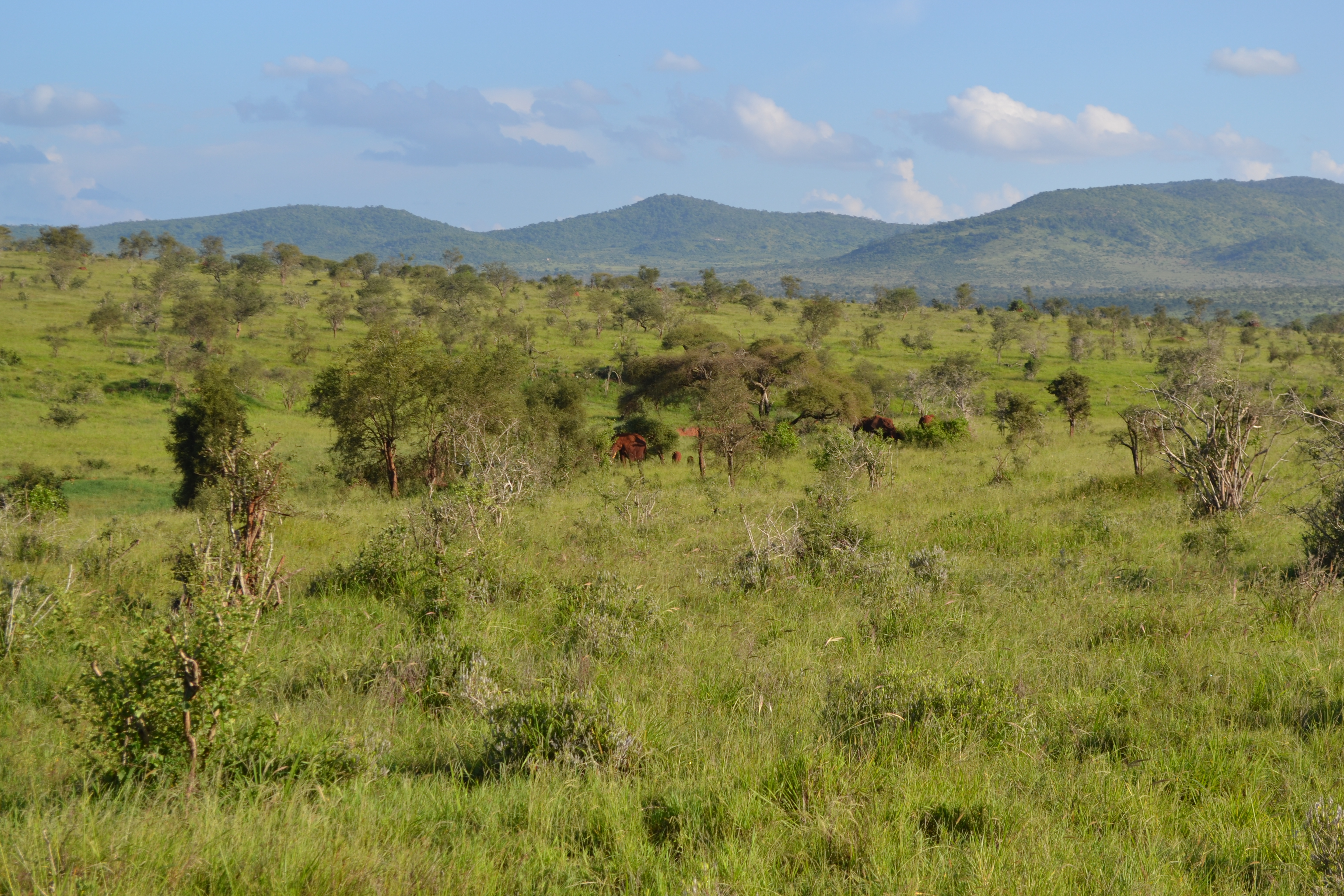
Typisch landschap in Nairobi National Park

Het dominante landschap van het park bestaat uit open graslanden met verspreide Acacia-struiken. De westelijke hooglanden van het park hebben droog bossen met bomen van Olea africana, Croton dichogamus, Brachylaena hutchinsii en Calodendrum. De lagere hellingen van deze gebieden bestaan uit grasland. Themeda, cipres, Digitaria en Cynodon-soorten komen voor in deze graslandgebieden. Er zijn ook verspreide bomen met gele stammen, van de soort Acacia xanthophloea. Langs de permanente rivier in het zuiden van het park bevindt zich een rivierbos. Er zijn gebieden met gebroken struikgewas en diepe rotsachtige valleien en kloven in het park. De soorten in de valleien bestaan voornamelijk uit Acacia en Euphorbia candelabrum. Andere boomsoorten zijn onder andere Apodytes dimidiata, Canthium schimperiana, Elaeodendron buchananii, Ficus eriocarpa, Aspilia mossambicensis, Rhus natalensis en Newtonia-soorten. Verschillende planten die groeien op de rotsachtige heuvels zijn uniek voor het gebied rond Nairobi. Deze soorten omvatten Euphorbia brevitorta, Drimia calcarata en Murdannia clarkeana.

## Fauna

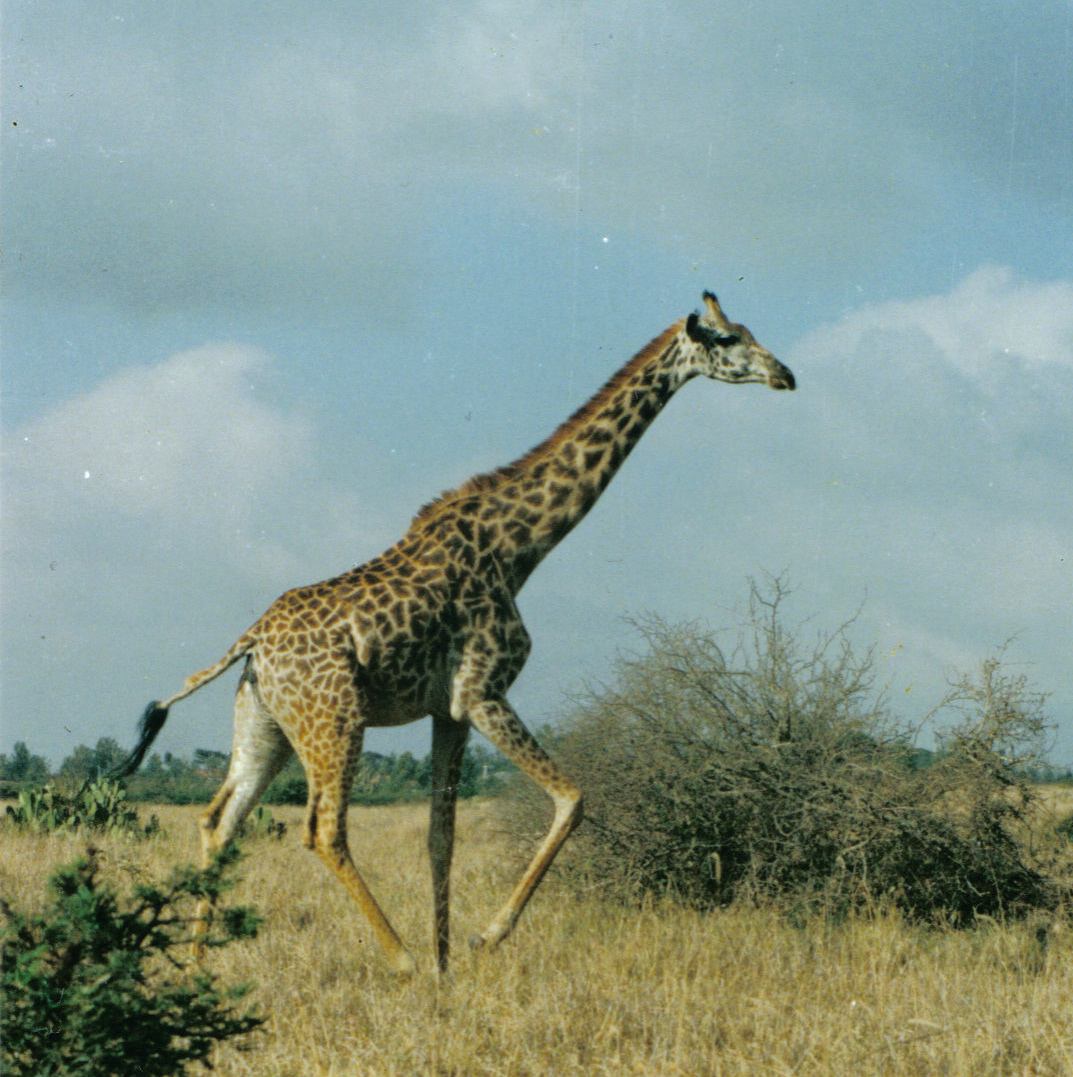
Een Masai-giraffe in Nairobi National Park.

Het park heeft een grote en diverse populatie wilde dieren. Soorten die in het park voorkomen zijn onder meer leeuw, luipaard, kafferbuffel, zwarte neushoorn, giraffe, nijlpaard, gevlekte hyena, blauwe gnoe, steppezebra, jachtluipaard, thomsongazelle, Grantgazelle, elandantilope, impala, hartebeest, waterbok, knobbelzwijn, groene baviaan, zadeljakhals, struisvogel en Nijlkrokodil.
Herbivoren, waaronder gnoes en zebra's, gebruiken het Kitengela-beschermingsgebied en de migratiecorridor ten zuiden van het park om de Athi-Kapiti-vlaktes te bereiken. Ze verspreiden zich over de vlaktes tijdens het regenseizoen en keren in het droge seizoen terug naar het park. De concentratie van wilde dieren in het park is het grootst tijdens het droge seizoen, wanneer gebieden buiten het park zijn opgedroogd. Kleine dammen langs de Mbagathi-rivier zorgen ervoor dat het park meer watervoorzieningen heeft dan deze buitengebieden. Ze trekken waterafhankelijke herbivoren aan tijdens het droge seizoen. Het park vormt de noordelijke grens voor wildmigraties in het droge seizoen. Het park heeft een hoge diversiteit aan vogelsoorten, met tot wel 500 permanente en trekkende soorten in het park. Dammen hebben een door de mens gecreëerde habitat gecreëerd voor vogels en aquatische soorten.

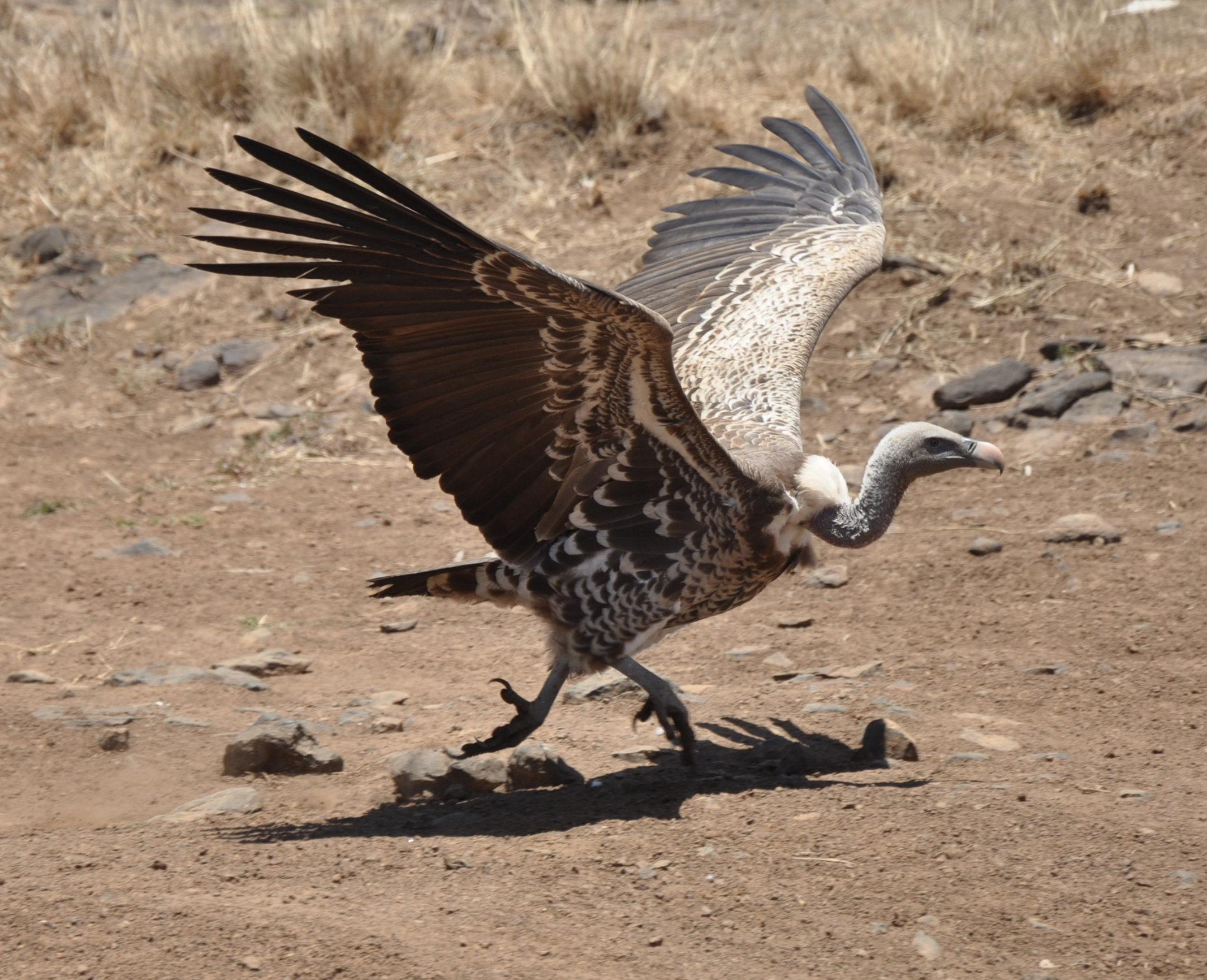
Een Rüppells gier in het park

De David Sheldrick Trust beheert een opvangcentrum in het park waar verweesde olifanten- en neushoornkalveren met de hand worden grootgebracht, om ze later vrij te laten in veilige reservaten. Verweesde en zieke dieren worden vanuit heel Kenia naar het opvangcentrum gebracht. Het opvangcentrum bevindt zich vlak bij de hoofdingang van het park en werd geopend in 1963. Het werd opgericht door Daphne Sheldrick na de dood van haar man David Sheldrick, de anti-stroperijbeheerder van Tsavo National Park. Nairobi National Park wordt soms Kifaru Ark genoemd, wat "neushoornreservaat" betekent. Het is een van Kenia's meest succesvolle neushoornreservaten, en het is een van de weinige parken waar bezoekers zeker kunnen zijn dat ze een zwarte neushoorn in zijn natuurlijke habitat zullen zien.

## Natuurbescherming

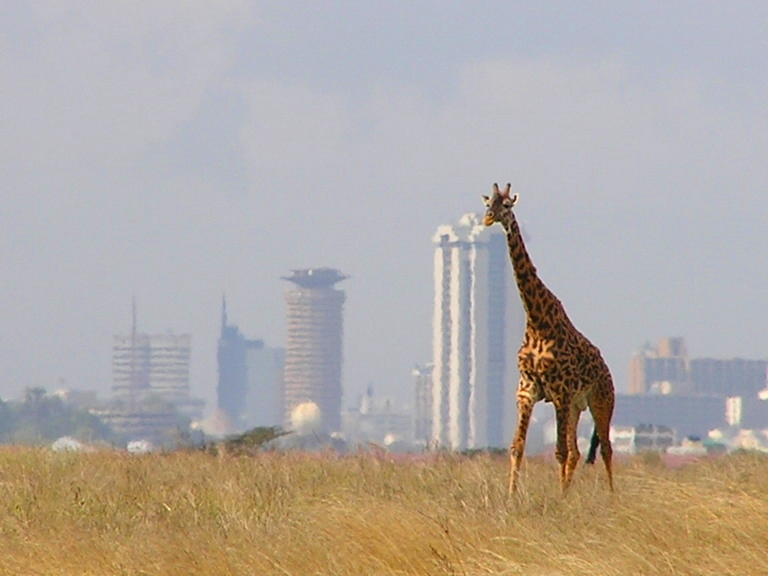
Een giraffe in Nairobi National Park, met de skyline van Nairobi op de achtergrond.

Mervyn Cowie hield toezicht op de ontwikkeling van verschillende nationale parken in Kenia en ontwierp ze met menselijke bezoekers in gedachten. Deze nadruk hielp om van toerisme de belangrijkste industrie van Kenia te maken. Het verergerde echter ook de problemen tussen de menselijke bevolking en de wilde dieren. Boeren die naast de parken woonden, hadden geen inspraak in de oprichting van de parken. De lokale bevolking had weinig baat bij de wilde dieren. Hun vee wordt bedreigd door leeuwen, en sommige landeigenaren denken dat het wilde dieren van Kenia niet gunstig voor hen zijn. In 1948 woonden er 188.976 mensen in Nairobi, en in 1997 was de bevolking van de stad gegroeid tot 1,5 miljoen. Het park staat onder druk door de groeiende bevolking en de behoefte aan landbouwgrond. Mensen wonen direct naast de grenzen van het park, wat leidt tot conflicten tussen mens en dier. De menselijke bevolking veroorzaakt ook vervuiling en afval. Afvalwater en industrieel afval van fabrieken langs de noordelijke grens van het park vervuilen de oppervlakte- en grondwatersystemen van het park.
Verdragen met de Maasai in 1904 en 1911 dwongen hen al hun noordelijke graasgebieden op te geven op de Laikipia-helling nabij Mount Kenya. Sommige van de mensen die daar land verloren, werden herplaatst in het Kitengela-gebied. De pastorale levensstijl van de Maasai veroorzaakte geen conflicten met de wilde dieren. Vandaag de dag zijn de voormalige groepsranches van de Maasai in Kitengela geprivatiseerd en is een deel van het land verkocht aan boeren. Huizen, gecultiveerde percelen, scholen, winkels en bars zijn te vinden op de Kitengela-vlaktes. Een deel van de inkomsten van het park is gebruikt voor gemeenschapsprojecten, zodat de mensen die in Kitengela wonen, profiteren van de aanwezigheid van het nationale park. Veel Maasai-landbezitters hebben samen de Kitengela Landowners Association gevormd, die samenwerkt met de Kenyan Wildlife Service om zowel de wilde dieren te beschermen als voordelen te vinden voor de lokale bevolking.
Het park en de Athi-Kapiti-vlaktes zijn verbonden door de migraties van wilde herbivoren. De vlaktes ten zuiden van het park zijn belangrijke foerageergebieden tijdens het regenseizoen. Voordat de stad werd gesticht, volgden kuddes dieren de regen en trokken ze over de vlaktes van de Kilimanjaro naar Mount Kenya, een migratie die net zo groot was als de migratie die plaatsvindt op de Serengeti. Maar naarmate de stad groeide, werd het park de noordelijkste grens van de migratie van de dieren. Migrerende dieren kunnen hun zuidelijke weiden bereiken door door het deel van de Athi-vlaktes te trekken dat Kitengela wordt genoemd. Dit land is erg belangrijk voor hun migratieroutes, maar de bevolkingsgroei en de bijbehorende behoefte aan land dreigen deze traditionele migratieroute van het park naar het land verder naar het zuiden af te snijden. De migrerende soorten van het park worden ook bedreigd door veranderende vestigingspatronen, omheiningen en hun nabijheid tot Nairobi en andere industriële steden. Deze activiteiten fragmenteren hun ecosystemen en nemen hun leefgebied in beslag.
Sinds 2005 wordt het beschermde gebied beschouwd als een leeuwenbeschermingsgebied.

## Toerisme en educatie
Nairobi National Park is de belangrijkste toeristische attractie voor bezoekers aan Nairobi. Toeristische trekpleisters zijn onder meer de diverse vogelsoorten in het park, jachtluipaarden, hyena's, luipaarden en leeuwen. Andere attracties zijn de migratie van gnoes en zebra's in juli en augustus, het Monument van de Ivoorverbranding, en de Nairobi Safari Walk en het dierenweeshuis. Inwoners van Nairobi bezoeken het park en elke week bezoeken duizenden Keniaanse kinderen op schoolreisjes het park.
Het Wildlife Conservation Education Centre van het park biedt lezingen en videopresentaties over wilde dieren en begeleide rondleidingen door het park en het dierenweeshuis. Deze rondleidingen zijn voornamelijk, maar niet exclusief, bedoeld om scholen en lokale gemeenschappen voor te lichten. Er is kritiek geweest op de huisvesting van dieren, en ze hebben nu ruimere huisvesting in een natuurlijkere omgeving. De Kenya Wildlife Service heeft een Safari Walk gecreëerd die de verscheidenheid aan planten en dieren in Kenia laat zien, en hoe deze de Keniaanse bevolking beïnvloeden.

## Galerij

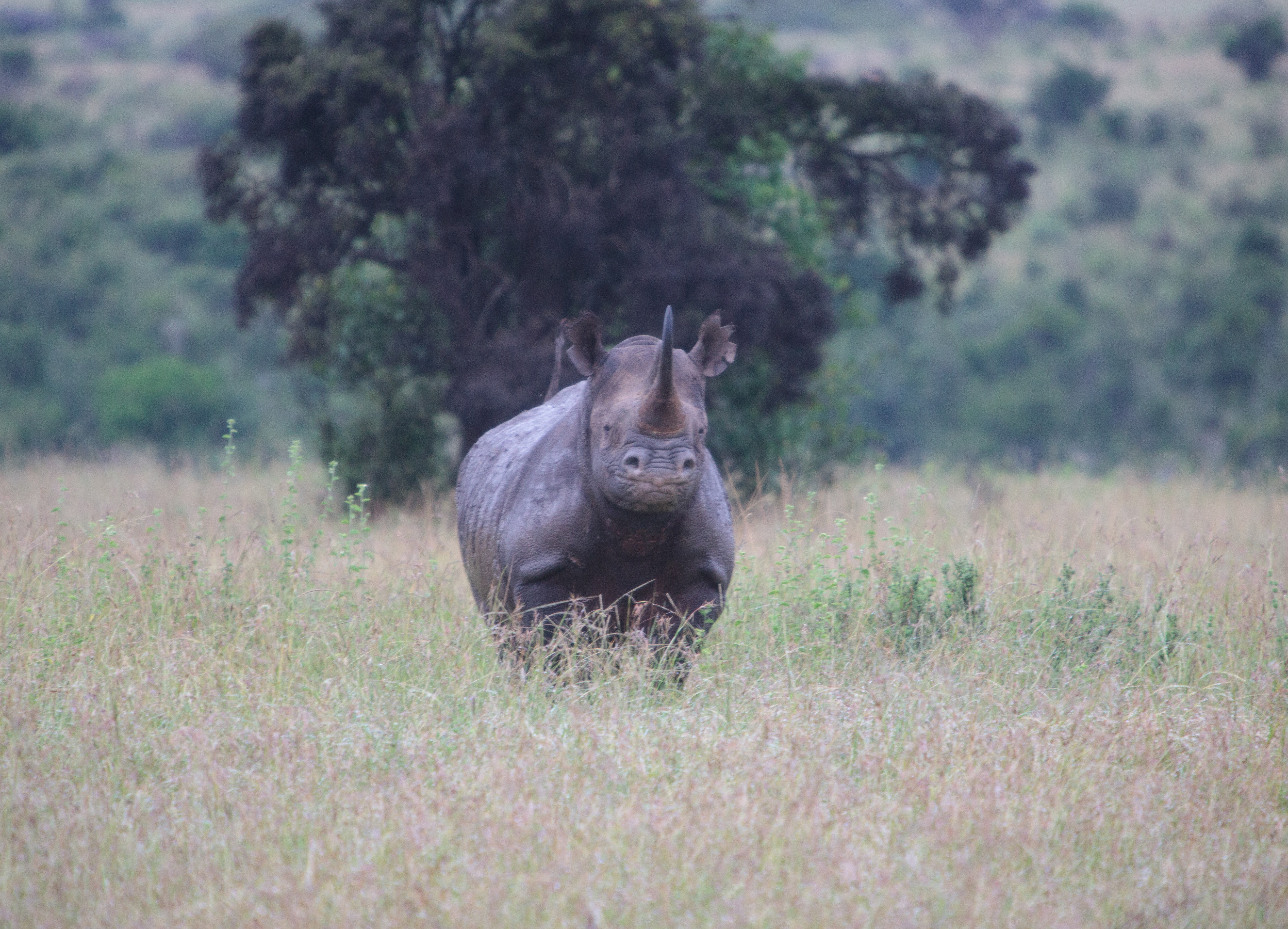
Zwarte neushoorn
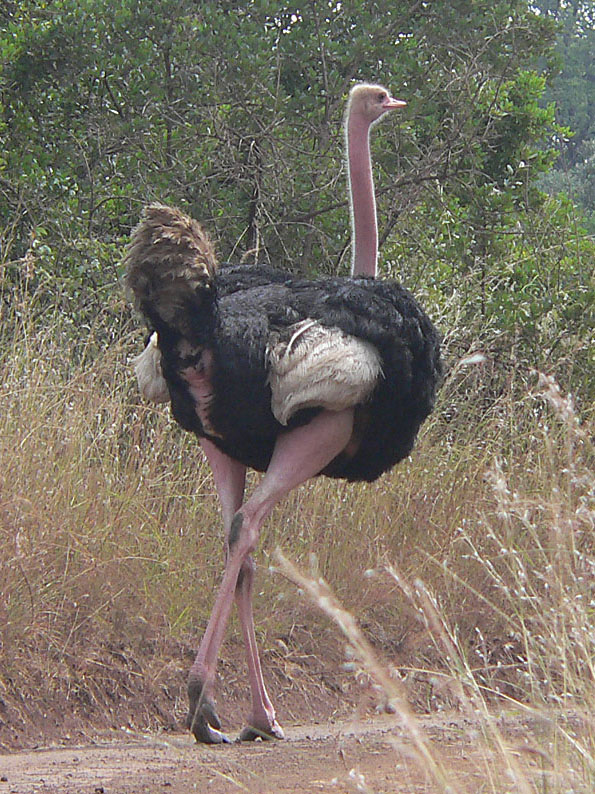
Struisvogel
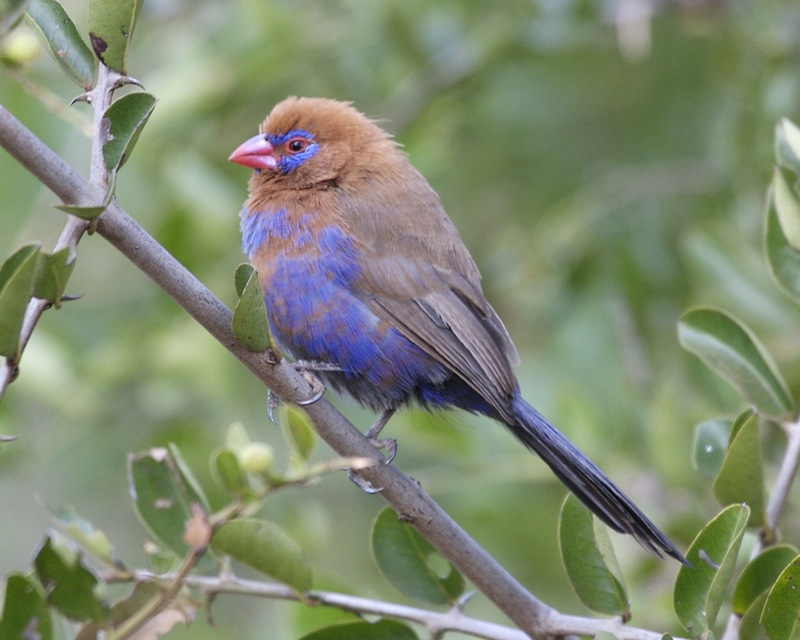
Blauwbuikgranaatastrild
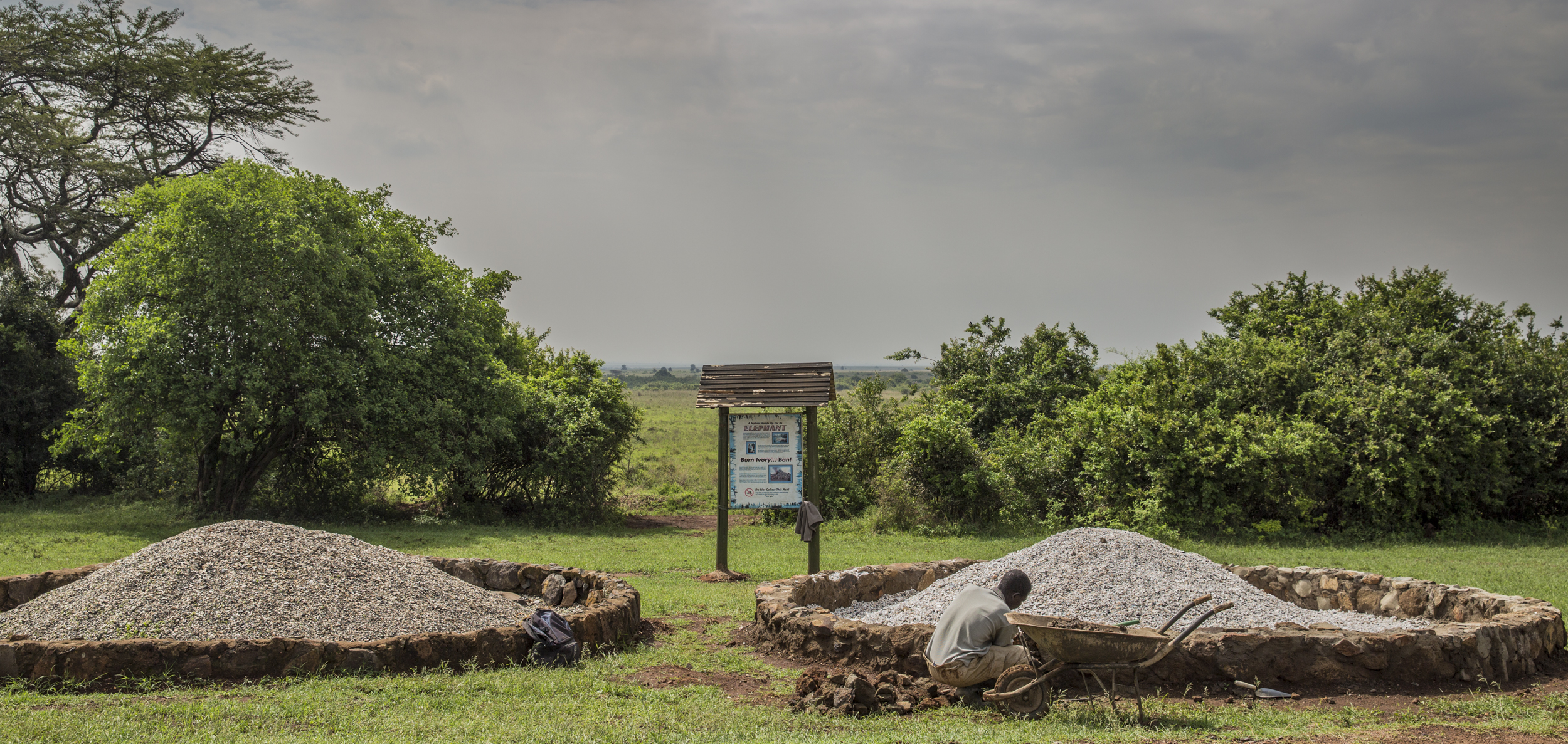
De locatie voor de ivoorverbranding
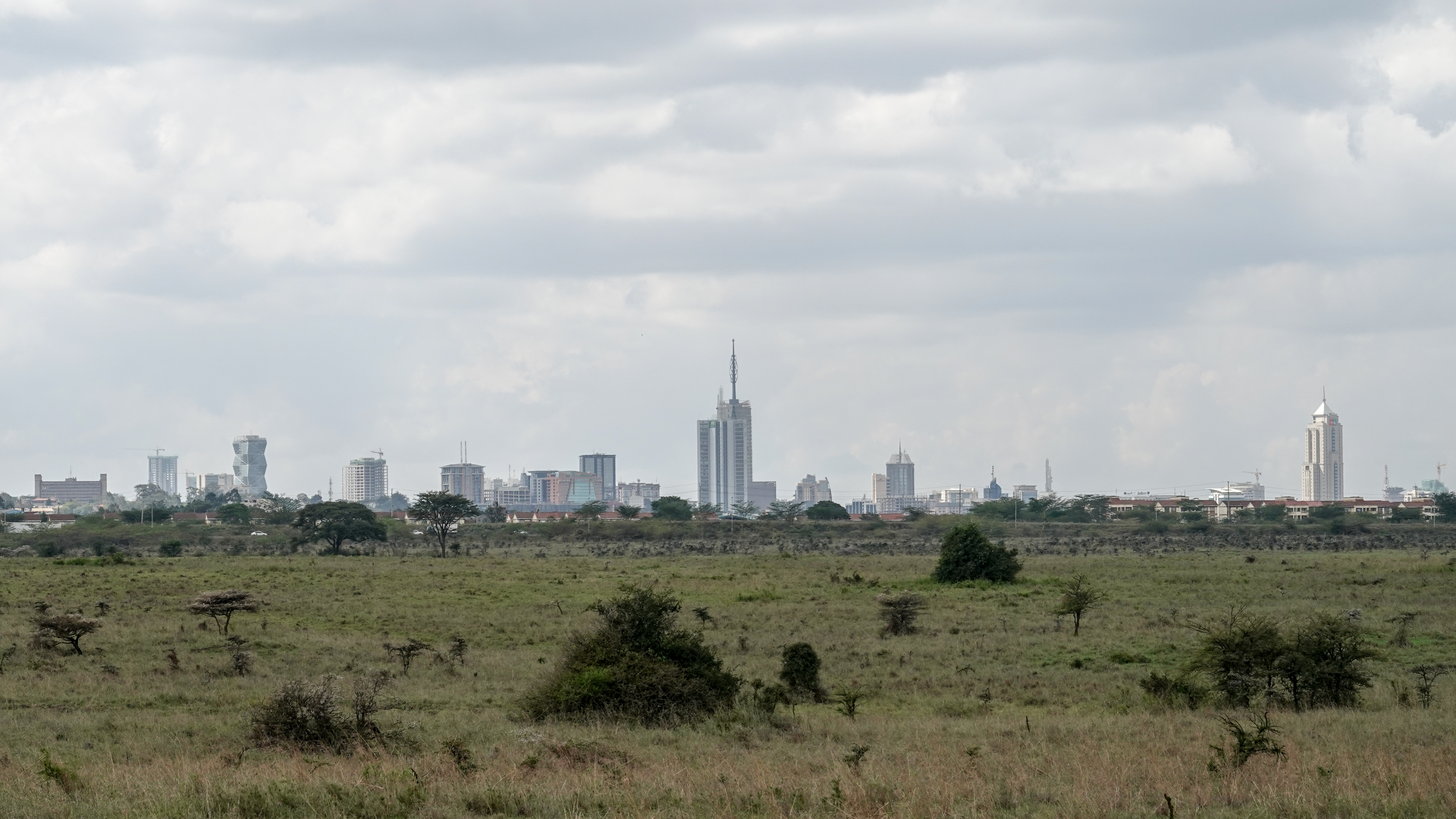
Het nationale park met de skyline van Nairobi